# 첨성대
첨성대(瞻星臺)는 대한민국 경상북도 경주시 반월성 동북쪽에 위치한 신라 중기 선덕여왕 재위시 지어진 석조 건축물로, 아시아 및 전세계에서 현존하는 가장 오래된 천문대로 간주되고 있다. 1962년 12월 20일 국보 제31호로 지정되었다.

## 구조 및 위치
첨성대는 신라의 왕궁이 있었던 월성 북쪽에 위치하고 있다. 362개의 화강암 벽돌을 사용하여 원통형으로 축조하였다. 높이는 9.4미터, 밑면 지름 6.09m, 지대석 한 변 길이는 5.35m이다. 돌로 27층을 쌓았으며, 꼭대기에는 다시 우물 정(井) 모양의 2층의 천장돌이 있다. 13층에서 15층에 이르기까지 정남향의 네모난 문이 있고, 이 문의 아래로 12층이 있고 위로 13층이 있으므로 첨성대 위아래의 중간에 문이 위치한다. 이 문에 사다리를 걸쳐 사람이 오르내렸다. 내부에는 12단까지 흙이 채워져 있고 내부에 19단과 20단, 25단과 26단이 장대석을 이루고 있다. 

### 보존상태
2005년 언론 등의 보도에 따르면 북쪽으로 7.2센티미터, 동쪽으로 2.4센티미터 정도 기울어진 것으로 알려져 있다. 전문가에 따르면 원인은 북동쪽 지반이 무르고 수분이 많은 탓으로 보고 있으며, 지역 주민들은 한국 전쟁 이후 기울어짐이 심해졌으며 당시 북쪽의 도로를 지나던 탱크 등에 의해 지반이 약화되었다고 보고 있다. 문화재청은 이에 대해 우려할 수준은 아니며, 국내외 연구진에 의한 연구 결과 또한 구조적으로 안정적인 상태라고 밝히고 있다.
2016년 9월 경주에 발생한 지진의 여파로 석축이 지진 발생 전에 비해 약 1.2 cm 정도 벌어졌지만 균열은 없었다고 한다.

### 용도
첨성대는 《삼국유사》의 기록에 따라 전통적으로 별을 관찰하는 천문대의 기능을 했으리라 여겨져왔다. 1960년대 이전에는 별 이견이 없이 1904년 세키노 타다시와 와다 유지, 1917년 루퍼스(Rufus,W.C.)에 의해 세계에서 가장 오래된 천문대로 주목을 받았다. 이러한 견해에 따르면 그 위에 목조 구조물이 세워져 혼천의(渾天儀)가 설치되었으리라는 생각과, 개방식 ‘돔’으로서의 관측대라는 견해도 있다. 실제로 첨성대는 창문을 제외하면 어느 방향에서나 같은 모양이며, 계절과 태양의 위치에 관계없이 일구(日晷)를 측정하여 시간을 헤아릴 수 있으므로 4가지 계절과 24절기를 확실히 정할 수 있다. 정남(正南)으로 열린 창문은 사람이 사다리를 걸쳐 놓고 오르내리는 데도 쓰였지만, 춘·추분(春·秋分)에 태양이 남중(南中)할 때 이 창문을 통하여 태양광선이 바로 대(臺) 안의 밑바닥까지 완전히 비출 수 있는 위치에 열려 있다. 그러므로 동·하지(冬·夏至)에는 창문 아래 부분에서 광선이 완전히 사라지게 되므로 분점(分點)과 지점(至點) 측정의 보조역할도 할 수 있다. 이와 같이 절기의 정확한 측정에 의하여 역법(曆法)을 바로 잡기 위한 측경(測景)을 목적으로 설립된 규표(圭表), 즉 측경대로서 일구를 측정하는 천문대일 뿐 아니라, 신라 천문 관측의 중심지로서, 신라 천문 관측에서 자오선과 동서남북 4방위의 표준으로 사용되었을 수 있다고 여겨진다.

### 건립 시점
첨성대에 관한 최초 기록인 《삼국유사》는 첨성대의 건립시점을 선덕여왕대(632~647)로 밝히고 있고, 《삼국유사》 이후의 사서에서도 이에 반하는 기록이 보이지 않으므로 선덕여왕대(632~647년)에 첨성대가 건립된 것만큼은 확실해 보인다. 그러나 《세종실록지리지》은 당 태종 7년(633년)에, 《증보문헌비고》은 선덕여왕이 사망한 해인 재위 16년(647년)에 건립되었다. 그리고 다른 책에도 기술하는 등 구체적인 년도에 대해서는 여러 기록이 전해진다.

## 천문 관측 이외의 용도
첨성대는 그 구조가 상징하는 바 하늘에 대한 천원지방설(天圓地方說)에 의거하여 축조되었으리라고 해석되고 있으며, 27단으로 이루어진 것은 선덕여왕이 27대 왕임을 상징한다는 해석도 있다. 천상(天象)의 이변(異變)이 있을 때 외에는 이러한 목적을 위한 상설 천문대로 생각하기는 어렵다는 견해도 있다. 첨성대라 명명한 것은 첨성대가 세워진 이후 신라의 천체 관측 기록이 기하급수적으로 늘었기 때문이다.
그러나 1964년에는 해시계의 규표일 가설이 제시된 후 일종의 제단이었다는 가설, 정치적 조영물이라는 가설, 다른 세계로 이동하기 위한 우물이라는 가설 등 여러 가설이 끊임없이 제기되었다. 첨성대 건설 이후 기록된 유성의 떨어진 위치들이 모두 첨성대를 둘러싸고 있다는 것, 첨성대가 완성된 후 신라의 천문관측 기록의 수가 이전보다 10배 이상 증가했을 뿐 아니라 질적으로 정밀해졌다는 점 등을 근거로 천문대의 기능을 했으리라는 주장도 계속 이어진다.
이러한 제언들로 인해 현대에는 현대적 천문대로서의 기능을 했을 것이라기보다도, 점성술 및 제의까지도 행해진 고대인들의 천문대로서의 기능을 복합적으로 수행했으리라 여겨진다. 이 경우《삼국유사》에 기록된 점성대가 첨성대를 가리키는 것으로 본다.

## 연구
한국천문연구원의 김봉규 박사는 기록을 토대로 첨성대가 신라의 천문대라는 것을 입증하였다.
첨성대는 내부에 혼천의를 넣어서 관측했다는 주장이 강하지만 창문을 빼면 어느 방향으로 보던 똑같은 모양이라서 위에 있는 장치로 직접 보았다는 주장도 있다.
첨성대를 중심으로 경주의 대릉원 내 고분과 미추왕릉, 중요 유적들은 하늘의 별자리가 그대로 지상에 내려와 앉은 것처럼 모양새가 일치한다는 주장도 있었다. 첨성대에서 창문으로는 반월성의 궁궐 전각이 바로 보인다.

## 사진

멀리서 본 모습
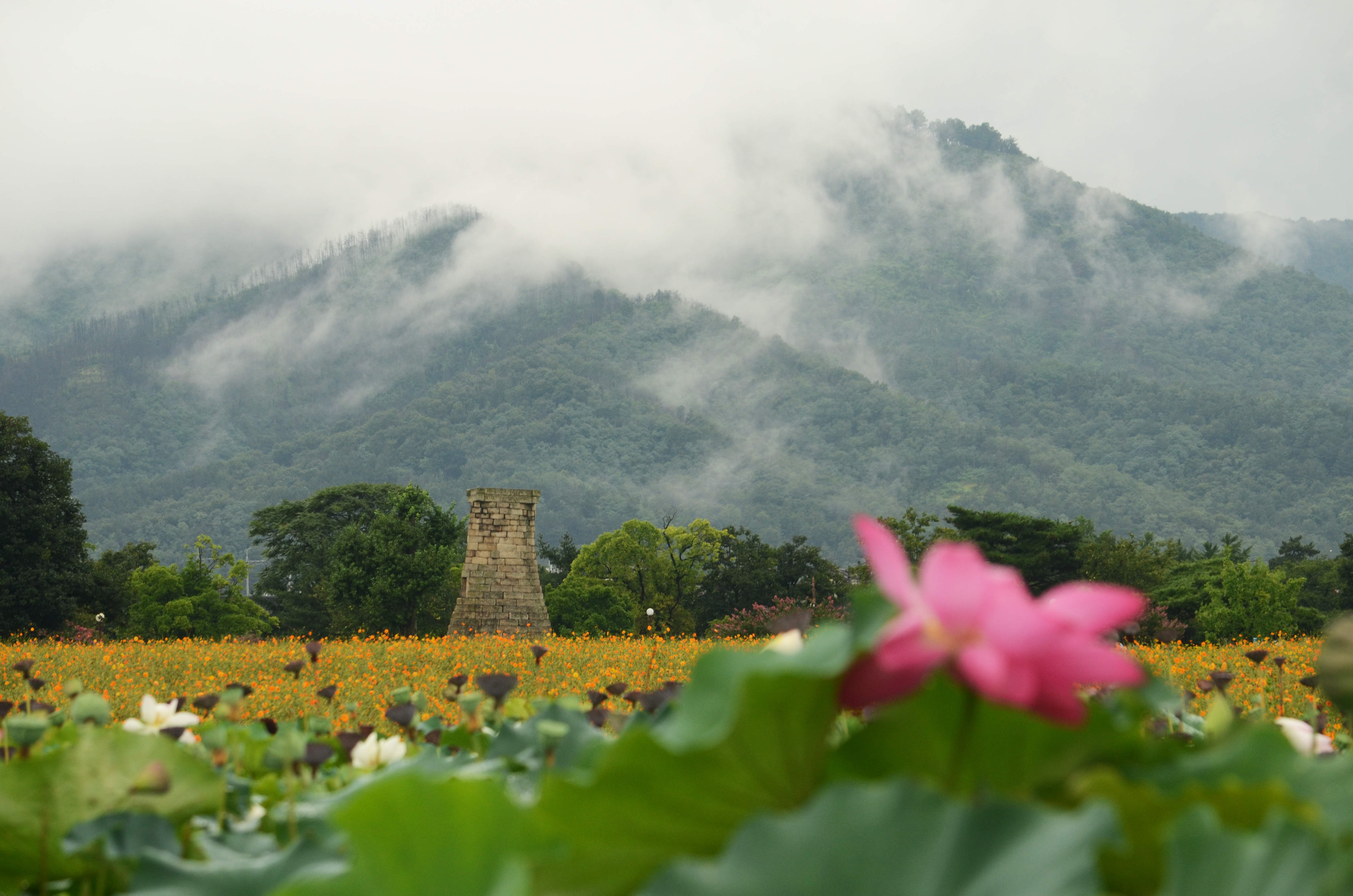
우경
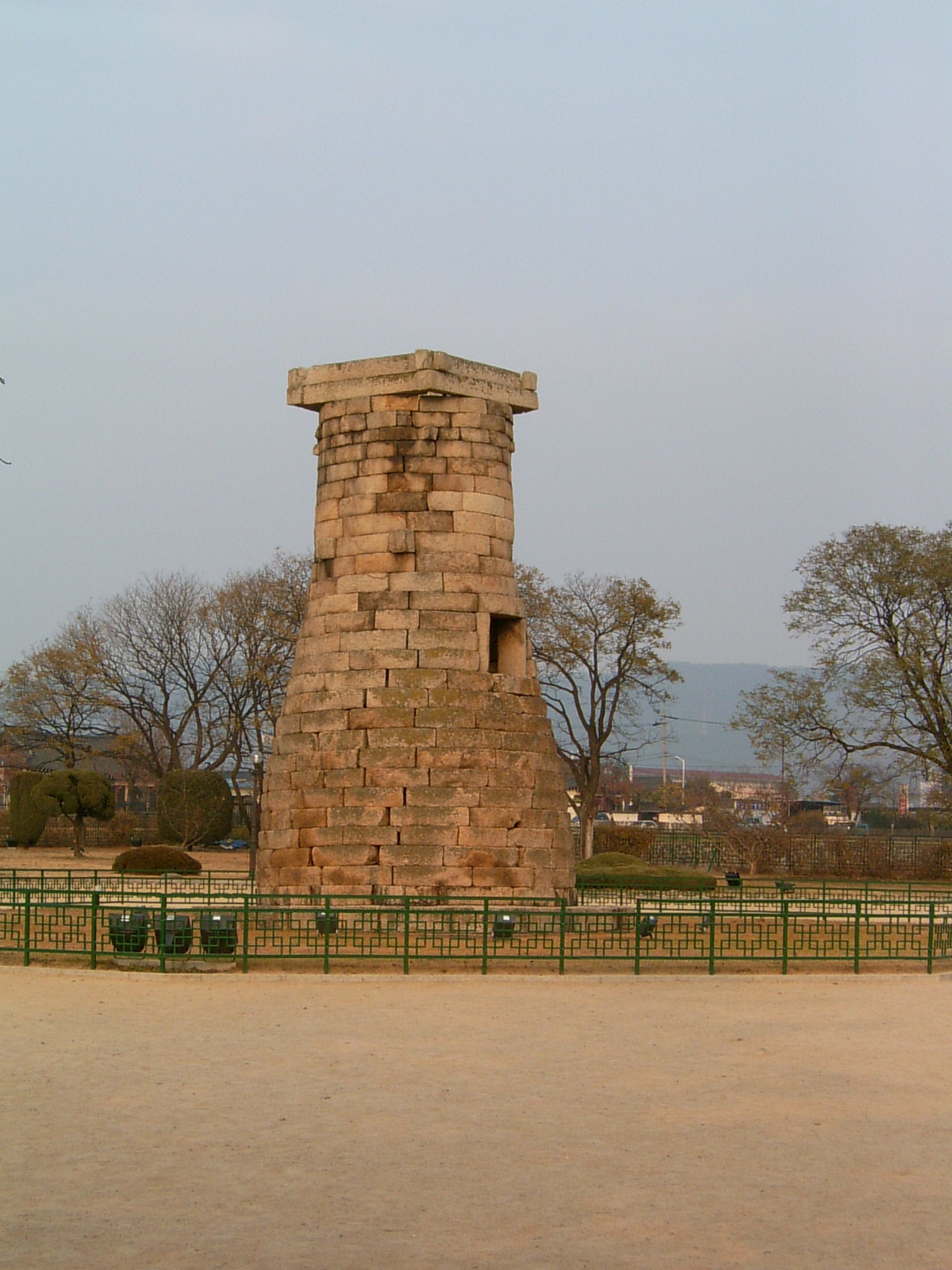
서쪽에서 본 모습
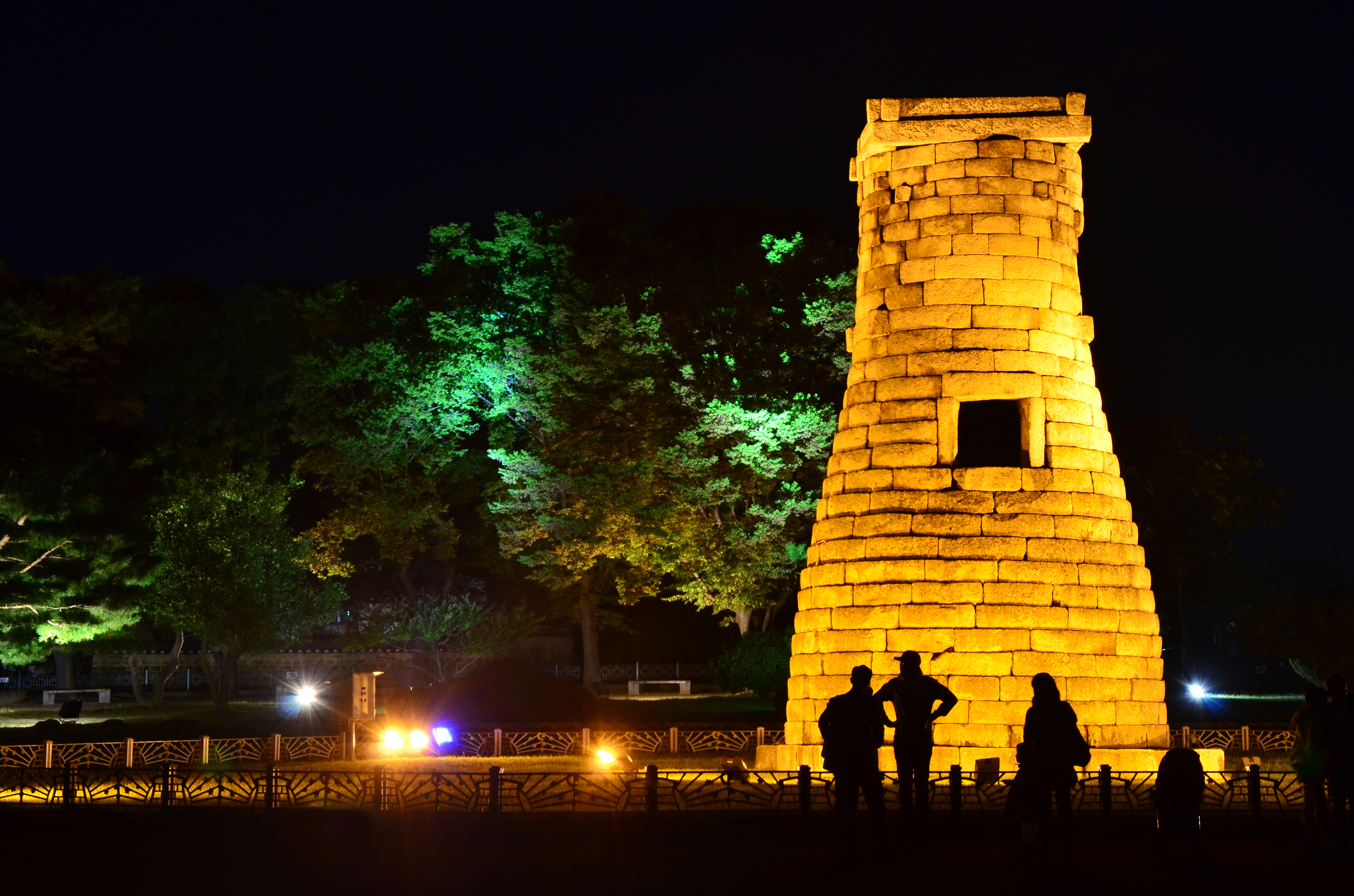
야경
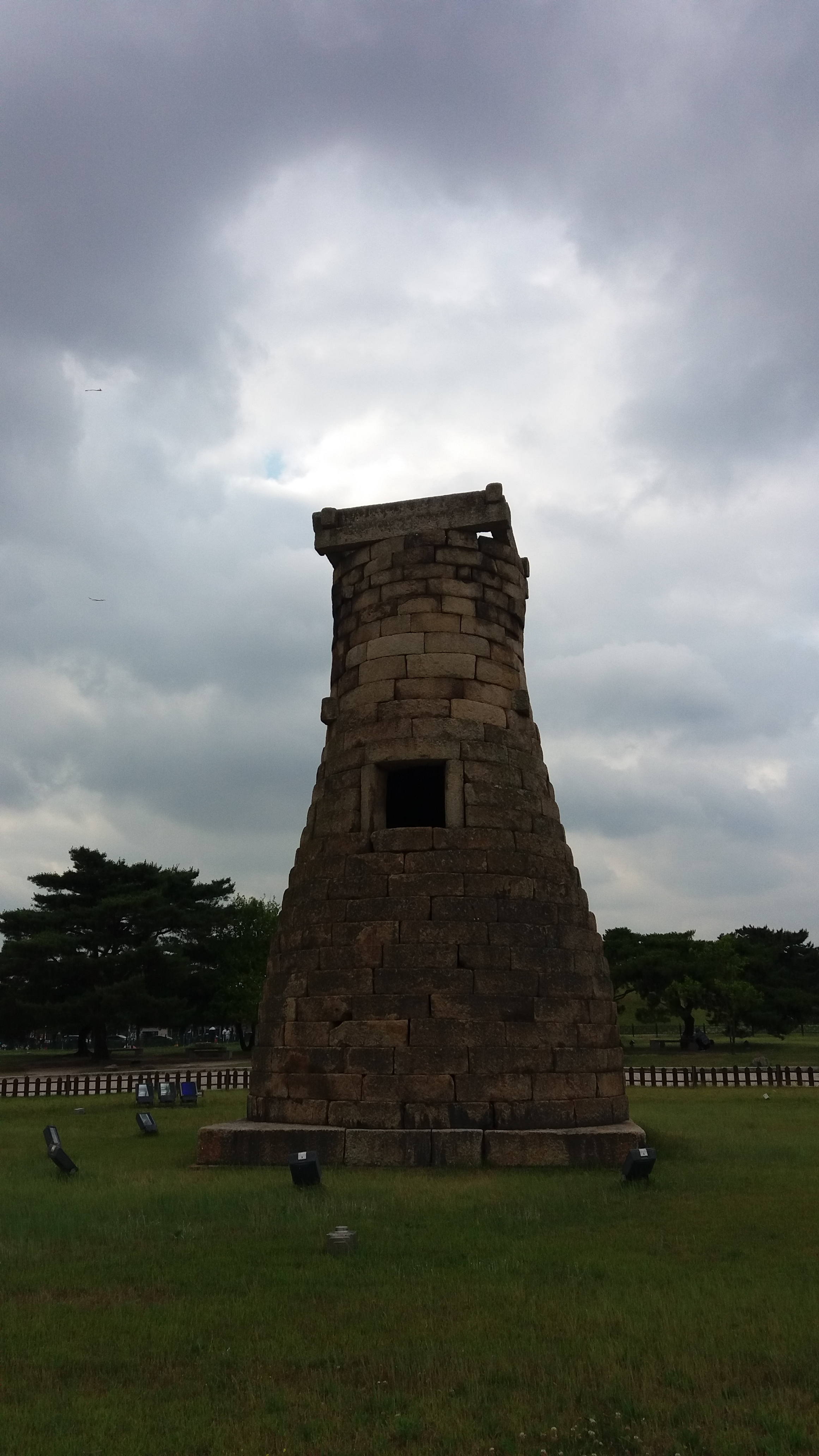
날씨가 흐릴때 모습

## 같이 보기
- 경주 월성
- 개성 첨성대

## 주해
1. ↑  전체 돌의 수는 세는 방법에 따라 달라지며, 362라는 수가 1년을 의미하는 것인지는 불분명하다. 음력 1년은 354.37일이며, 당시 신라에서는 양력을 사용하고 있었다.
2. ↑  홍사준(1963)의 실측에 의하면 원통형에 사용된 석재는 362매이며, 그 이외에도 지대석 8매, 기단석 12매, 상부정자석 2단 8매, 중간정자석 총 8매, 남측 창문의 문주석 2매 등으로 구성되어 있다.

## 참고 자료
- 첨성대 - 국가유산청 국가유산포털